# Tu quoque
Tu quoque (Latijn voor "jij ook" of "jij net zogoed"), of jij-bak of heiligheidseis is een logische drogreden van het type "two wrongs make a right", waarmee gepoogd wordt de opponent in diskrediet te brengen door erop te wijzen dat hij niet consequent naar zijn eigen standpunt handelt en dat de kritiek die hij uit ook op hemzelf van toepassing is.
Zijn standpunt wordt dus niet verworpen omdat het de logica zou tarten, maar omdat hij boter op zijn hoofd zou hebben. Het is daarmee een vorm van het argumentum ad hominem, want zelfs als de persoon die aangevallen wordt inderdaad inconsequent of hypocriet handelt, tast dat niet de eventuele geldigheid van zijn argumenten aan.

## Oorsprong
Voor de oorsprong van het begrip wordt vaak gewezen op de uitspraak van Julius Caesar, die toen hij zag dat ook zijn protegé Brutus een dolk greep om hem met andere samenzweerders te doden, de woorden "Και συ, τεκνον;" ("Jij ook, kind?") zou hebben gesproken. Hoewel dit Oudgrieks is, is het citaat ook in Latijnse vertalingen bekend: "tu quoque, fili mi" ("jij ook, mijn zoon?") of "tu quoque, Brute fili mi!" ("Brutus, mijn zoon, jij ook!"; ook "Et tu, Brute?", een versie van William Shakespeare: "Jij ook, Brutus?" of "Zelfs jij, Brutus?"). De frase "tu quoque" wordt in zijn oorspronkelijke vorm nog altijd gebruikt om gebrek aan dankbaarheid voor verkregen gunsten uit te drukken.

## Argumentatieschema
Het argumentatieschema is als volgt:
1. Persoon A doet uitspraak X.
2. Persoon B stelt vast dat de handelingen of uitspraken van A niet stroken met uitspraak X.
3. Daarom is X niet waar.

## Politiek
Een 'jij-bak' of whataboutism wordt wel gebruikt door mensen die van oorlogsmisdaden zijn beschuldigd. Die wijzen er dan op dat het land waar ze terechtstaan zich in het verleden evenzeer aan oorlogsmisdaden heeft schuldig gemaakt en dus niet het recht heeft om hen te vervolgen.